# Ocho de Enero
Ocho de Enero es una localidad del estado mexicano de Coahuila. Es parte del municipio de Frontera.

## Toponimia
El nombre de la localidad hace referencia a un conflicto entre hacendados y ejidatarios ocurrido en la década de 1930, acontecido un 8 de enero, y que derivó en la fundación de la localidad el 22 de noviembre de 1938.

## Demografía
| Gráfica de evolución demográfica |
|                                  |

| Censo | Población |
| ----- | --------- |
| 1940  | 399       |
| 1950  | 460       |
| 1960  | 626       |
| 1970  | 885       |
| 1980  | 1 083     |
| 1990  | 2 751     |
| 2000  | 3 111     |
| 2010  | 1 746     |
| 2020  | 1 743     |